# Férfi röplabdatorna a 2013. évi nyári európai ifjúsági olimpiai fesztiválon
A 2013. évi nyári európai ifjúsági olimpiai fesztiválon a férfi röplabda mérkőzéseket július 15. és július 19. között rendezték Utrechtben.

## Érmesek
| A 2013. évi nyári európai ifjúsági olimpiai fesztivál érmesei férfi röplabdában | A 2013. évi nyári európai ifjúsági olimpiai fesztivál érmesei férfi röplabdában | A 2013. évi nyári európai ifjúsági olimpiai fesztivál érmesei férfi röplabdában | A 2013. évi nyári európai ifjúsági olimpiai fesztivál érmesei férfi röplabdában |
| ------------------------------------------------------------------------------- | --- | --- | ------------------------------------------------------------------------------- |
| Arany                                                                           | Ezüst | Bronz |                                                                                 |
| Oroszország ·                                                                   | Lengyelország · Krzysztof Bieńkowski · Sebastian Matula · Aleksander Śliwka · Jan Fornal · Artur Szalpuk · Łukasz Pietrzak · Bartosz Bućko · Jan Siemiątkowski · Piotr Badura · Paweł Gryc · Bartłomiej Lemański · Kacper Piechocki | Törökország · Yiğit Gülmezoğlu · Selim Demir · Cansın Ogbai Enaboifo · Emincan Kocabaş · Yasin Aydın · Mehmet Hacıoğlu · Mert Nevzat Güneş · Melih Sıratça · Vahit Emre Savaş · Kusay Kaan Güleç · Furkan Albayrak · Ümüt Demir |                                                                                 |

## Csoportkör

### A csoport
|             |      | Mérkőzések | Mérkőzések | Szettek | Szettek | Szettek | Pontok | Pontok | Pontok |
| Csapat      | Pont | Gy         | V          | Sz+     | Sz–     | SzA     | P+     | P–     | PA     |
| ----------- | ---- | ---------- | ---------- | ------- | ------- | ------- | ------ | ------ | ------ |
| Oroszország | 9    | 3          | 0          | 9       | 1       | 9       | 247    | 176    | 1,40   |
| Törökország | 6    | 2          | 1          | 6       | 4       | 1,50    | 223    | 209    | 1,07   |
| Finnország  | 3    | 1          | 2          | 4       | 7       | 0,57    | 223    | 260    | 0,85   |
| Hollandia   | 0    | 0          | 3          | 2       | 9       | 0,22    | 221    | 269    | 0,82   |

| 2013. július 15. | Oroszország                  | 3–1 | Hollandia | Utrecht, Hollandia |
| 2013. július 15. | (25–21, 22–25, 25–14, 25–18) |     |           | Utrecht, Hollandia |

| 2013. július 15. | Finnország                   | 1–3 | Törökország | Utrecht, Hollandia |
| 2013. július 15. | (25–18, 22–25, 19–25, 17–25) |     |             | Utrecht, Hollandia |

| 2013. július 16. | Oroszország          | 3–0 | Finnország | Utrecht, Hollandia |
| 2013. július 16. | (25–9, 25–14, 25–20) |     |            | Utrecht, Hollandia |

| 2013. július 16. | Törökország           | 3–0 | Hollandia | Utrecht, Hollandia |
| 2013. július 16. | (25–15, 25–14, 25–22) |     |           | Utrecht, Hollandia |

| 2013. július 17. | Törökország           | 0–3 | Oroszország | Utrecht, Hollandia |
| 2013. július 17. | (19–25, 20–25, 16–25) |     |             | Utrecht, Hollandia |

| 2013. július 17. | Hollandia                    | 1–3 | Finnország | Utrecht, Hollandia |
| 2013. július 17. | (25–22, 22–25, 22–25, 23–25) |     |            | Utrecht, Hollandia |

### B csoport
|               |      | Mérkőzések | Mérkőzések | Szettek | Szettek | Szettek | Pontok | Pontok | Pontok |
| Csapat        | Pont | Gy         | V          | Sz+     | Sz–     | SzA     | P+     | P–     | PA     |
| ------------- | ---- | ---------- | ---------- | ------- | ------- | ------- | ------ | ------ | ------ |
| Lengyelország | 8    | 3          | 0          | 9       | 3       | 3       | 277    | 231    | 1,20   |
| Olaszország   | 5    | 2          | 1          | 6       | 6       | 1       | 262    | 255    | 1,02   |
| Franciaország | 3    | 1          | 2          | 6       | 8       | 0,75    | 307    | 317    | 0,96   |
| Belgium       | 2    | 0          | 3          | 5       | 9       | 0,55    | 277    | 320    | 0,86   |

| 2013. július 15. | Lengyelország         | 3–0 | Olaszország | Utrecht, Hollandia |
| 2013. július 15. | (26–16, 25–13, 25–20) |     |             | Utrecht, Hollandia |

| 2013. július 15. | Belgium                             | 2–3 | Franciaország | Utrecht, Hollandia |
| 2013. július 15. | (27–29, 22–25, 25–22, 25–22, 11–15) |     |               | Utrecht, Hollandia |

| 2013. július 16. | Lengyelország                       | 3–2 | Belgium | Utrecht, Hollandia |
| 2013. július 16. | (17–25, 25–13, 25–19, 24–26, 15–10) |     |         | Utrecht, Hollandia |

| 2013. július 16. | Franciaország                       | 2–3 | Olaszország | Utrecht, Hollandia |
| 2013. július 16. | (21–25, 29–27, 25–20, 19–25, 11–15) |     |             | Utrecht, Hollandia |

| 2013. július 17. | Franciaország                | 1–3 | Lengyelország | Utrecht, Hollandia |
| 2013. július 17. | (23–25, 19–25, 25–20, 22–25) |     |               | Utrecht, Hollandia |

| 2013. július 17. | Olaszország                  | 3–1 | Belgium | Utrecht, Hollandia |
| 2013. július 17. | (25–19, 26–28, 25–17, 25–10) |     |         | Utrecht, Hollandia |

## Az 5–8. helyért
| 2013. július 18. | Franciaország                | 3–1 | Hollandia | Utrecht, Hollandia |
| 2013. július 18. | (25–14, 22–25, 25–18, 25–23) |     |           | Utrecht, Hollandia |

| 2013. július 18. | Finnország                          | 3–2 | Belgium | Utrecht, Hollandia |
| 2013. július 18. | (25–22, 25–21, 19–25, 22–25, 15–10) |     |         | Utrecht, Hollandia |

### A 7. helyért
| 2013. július 19. | Hollandia                    | 1–3 | Belgium | Utrecht, Hollandia |
| 2013. július 19. | (25–21, 12–25, 23–25, 22–25) |     |         | Utrecht, Hollandia |

### Az 5. helyért
| 2013. július 19. | Franciaország                | 3–1 | Finnország | Utrecht, Hollandia |
| 2013. július 19. | (22–25, 26–24, 25–23, 25–19) |     |            | Utrecht, Hollandia |

## Elődöntők
| 2013. július 18. | Lengyelország         | 3–0 | Törökország | Utrecht, Hollandia |
| 2013. július 18. | (25–23, 25–19, 26–24) |     |             | Utrecht, Hollandia |

| 2013. július 18. | Oroszország                         | 3–2 | Olaszország | Utrecht, Hollandia |
| 2013. július 18. | (25–19, 22–25, 25–19, 24–26, 15–13) |     |             | Utrecht, Hollandia |

## Bronzmérkőzés
| 2013. július 19. | Törökország                         | 3–2 | Olaszország | Utrecht, Hollandia |
| 2013. július 19. | (28–26, 28–30, 25–15, 20–25, 16–14) |     |             | Utrecht, Hollandia |

## Döntő
| 2013. július 19. | Lengyelország                | 1–3 | Oroszország | Utrecht, Hollandia |
| 2013. július 19. | (17–25, 25–19, 18–25, 18–25) |     |             | Utrecht, Hollandia |

## Végeredmény
| Arany | Oroszország   | 14 | 5 | 0 | 452 | 356 | 1,26 | 15 | 4  | 3,75 |  |  |  |  |
| Ezüst | Lengyelország | 11 | 4 | 1 | 431 | 391 | 1,10 | 13 | 6  | 2,16 |  |  |  |  |
| Bronz | Törökország   | 8  | 3 | 2 | 406 | 395 | 1,02 | 9  | 9  | 1    |  |  |  |  |
| 4.    | Olaszország   | 7  | 2 | 3 | 474 | 483 | 0,98 | 10 | 12 | 0,83 |  |  |  |  |
|       |               |    |   |   |     |     |      |    |    |      |  |  |  |  |
| 5.    | Franciaország | 9  | 3 | 2 | 502 | 488 | 1,02 | 12 | 10 | 1,2  |  |  |  |  |
| 6.    | Finnország    | 5  | 2 | 3 | 420 | 461 | 0,91 | 8  | 12 | 0,66 |  |  |  |  |
| 7.    | Belgium       | 6  | 1 | 4 | 476 | 508 | 0,93 | 10 | 13 | 0.76 |  |  |  |  |
| 8.    | Hollandia     | 0  | 0 | 5 | 383 | 462 | 0,82 | 4  | 15 | 0,26 |  |  |  |  |